# Симон, Унаи
Унаи Симон Мендибиль (баск. и исп. Unai Simón Mendibil; род. 11 июня 1997, Витория-Гастейс) — испанский (баскский) футболист, вратарь клуба «Атлетик Бильбао» и сборной Испании. Серебряный призёр летних Олимпийских игр 2020 в Токио и участник чемпионата Европы 2020, чемпионата мира 2022 годов и победитель чемпионата Европы 2024 года.

## Клубная карьера
Симон — воспитанник клуба «Атлетик Бильбао». В 2014 году Унаи для получения игровой практики начал выступать за резервные команды «Баскония» и «Бильбао Атлетик». В 2017 году он был включён в заявку основной команды на сезон. Летом 2018 года основной вратарь команды Яго Эррерин получил травму и Симону был предоставлен шанс проявить себя. 20 августа в матче против «Леганеса» он дебютировал в Ла Лиге. В составе клуба Унаи завоевал Кубок и Суперкубок Испании.

## Международная карьера
В 2015 году Симон в составе юношеской сборной Испании выиграл юношеский чемпионат Европы в Греции. На турнире он был запасным и на поле не вышел.
В 2019 году Симон в составе молодёжной сборной Испании выиграл молодёжный чемпионат Европы в Италии. На турнире он принял участие в матче против команды Италии.
11 ноября 2020 года в товарищеском матче со сборной Нидерландов дебютировал в основном составе «Красной фурии», провёл на поле все 90 минут.
В 2021 году Симон стал полуфиналистом чемпионата Европы 2020. На турнире он сыграл в матче против сборных Швеции, Польши, Словакии, Италии, Хорватии и Швейцарии. В предпоследнем победном матче над Хорватией (5:3), состоявшегося в рамках 1/8 финала, стал автором курьёзного автогола в начале встречи, когда тот не смог проконтролировать пас назад со стороны Педри, впоследствии забитый мяч был переписан на последнего.
В 2022 году Симон принял участие в чемпионате мира в Катаре. На турнире он сыграл в матчах против сборных Марокко, Коста-Рики, Германии и Японии.
В 2021 году в составе олимпийской сборной Испании Симон принял участие в летних Олимпийских играх 2020 в Токио. На турнире он сыграл в матчах против команд Египта, Австралии, Аргентины, Кот-д’Ивуара, Японии и Бразилии.
В 2024 году Симон стал победителем чемпионата Европы 2024 года. На турнире он сыграл в матчах против сборных Хорватии, Италии, Грузии, Германии, Франции и Англии.

## Статистика

### Клубная
| Выступление      | Выступление      | Выступление      | Чемпионат | Чемпионат | Кубки | Кубки | Другие | Другие | Итого | Итого |
| Клуб             | Лига             | Сезон            | Игры      | Голы      | Игры  | Голы  | Игры   | Голы   | Игры  | Голы  |
| ---------------- | ---------------- | ---------------- | --------- | --------- | ----- | ----- | ------ | ------ | ----- | ----- |
| Атлетик Бильбао  | Примера          | 2018/19          | 7         | -13       | 4     | -3    | 0      | -0     | 11    | -16   |
| Атлетик Бильбао  | Примера          | 2019/20          | 34        | -29       | 4     | -3    | 0      | -0     | 38    | -32   |
| Атлетик Бильбао  | Примера          | 2020/21          | 37        | -40       | 6     | -10   | 0      | -0     | 43    | -50   |
| Атлетик Бильбао  | Примера          | 2021/22          | 34        | -31       | 2     | -3    | 0      | -0     | 36    | -34   |
| Атлетик Бильбао  | Примера          | 2022/23          | 31        | -37       | 0     | -0    | 0      | -0     | 31    | -37   |
| Атлетик Бильбао  | Примера          | 2023/24          | 36        | -33       | 0     | -0    | 0      | -0     | 36    | -33   |
| Атлетик Бильбао  | Примера          | 2024/25          | 2         | -2        | 0     | -0    | 1      | -0     | 3     | -2    |
| Атлетик Бильбао  | Итого            | Итого            | 181       | -185      | 16    | -19   | 1      | -0     | 198   | -204  |
| Всего за карьеру | Всего за карьеру | Всего за карьеру | 181       | -185      | 16    | -19   | 1      | -0     | 198   | -204  |

1. ↑  В графе «Кубки» указаны игры и голы в национальных кубках, суперкубках и кубках лиги.
2. ↑  Лига Европы УЕФА.

## Достижения

### Командные
«Атлетик Бильбао»
- Обладатель Кубка Испании: 2023/24
- Обладатель Суперкубка Испании: 2021

Сборная Испании
- Чемпион Европы: 2024
- Победитель Лиги наций УЕФА: 2022/23
- Серебряный призëр Лиги наций УЕФА: 2024/25
- Победитель Чемпионата Европы (до 19 лет): 2015
- Победитель Чемпионата Европы (до 21 года): 2019
- Серебряный призёр Олимпийских игр: 2020

### Личные
- Вошёл в символическую сборную Ла Лиги: 2023/24[31]
- Обладатель трофея Саморы, как лучший вратарь Ла Лиги: 2023/24[32]